# Irina Olegovna Abramovová
Irina Olegovna Abramovová (rusky Ирина Олеговна Абрамова, Irina Olegovna Abramova; * 16. září 1962) je ruská ekonomka a afrikanistka.

## Život
V roce 1984 promovala s vyznamenáním na arabském oddělení socioekonomické fakulty Institutu asijských a afrických zemí na Moskevské státní univerzitě. V roce 1987 obhájila práci na téma Socioekonomické problémy urbanizace v Egyptě. Od roku 1994 do roku 1997 byla hostující lektorem na univerzitách v Tübingenu, Bochumu, Heidelbergu a na univerzitě v San Gallenu. V roce 2011 obhájila práci Zdrojový potenciál Afriky v globální ekonomice XXI. století (endogenní determinanty účasti afrických zemí na novém ekonomickém modelu světa).
V roce 2015 byla jmenována ředitelkou Ústavu pro africká studia Ruské akademie věd. 28. října 2016 byla zvolena členkou Ruské akademie věd v oddělení globálních problémů a mezinárodních vztahů, v roce 2017 byla zvolena členkou prezidia Ruské akademie věd. Je členem Vyšší atestační komise Ruské federace.
Je autorkou více než 110 vědeckých prací publikovaných v Rusku i v zahraničí, včetně 8 monografií.